# پتیت-واله، کبک
پتیت-واله (به فرانسوی: Petite-Vallée) شهری در منطقه شهری لا کوت-دو-گاسپه ناحیه گاسپزی-ایل-دو-لا-مادلن در استان کبک کانادا است. در سرشماری سال ۲۰۱۱ این شهر ۱۹۲ نفر جمعیت داشته‌است و مساحت آن ۳۷٫۸۳ کیلومتر مربع است.